# Wyspy Sverdrupa

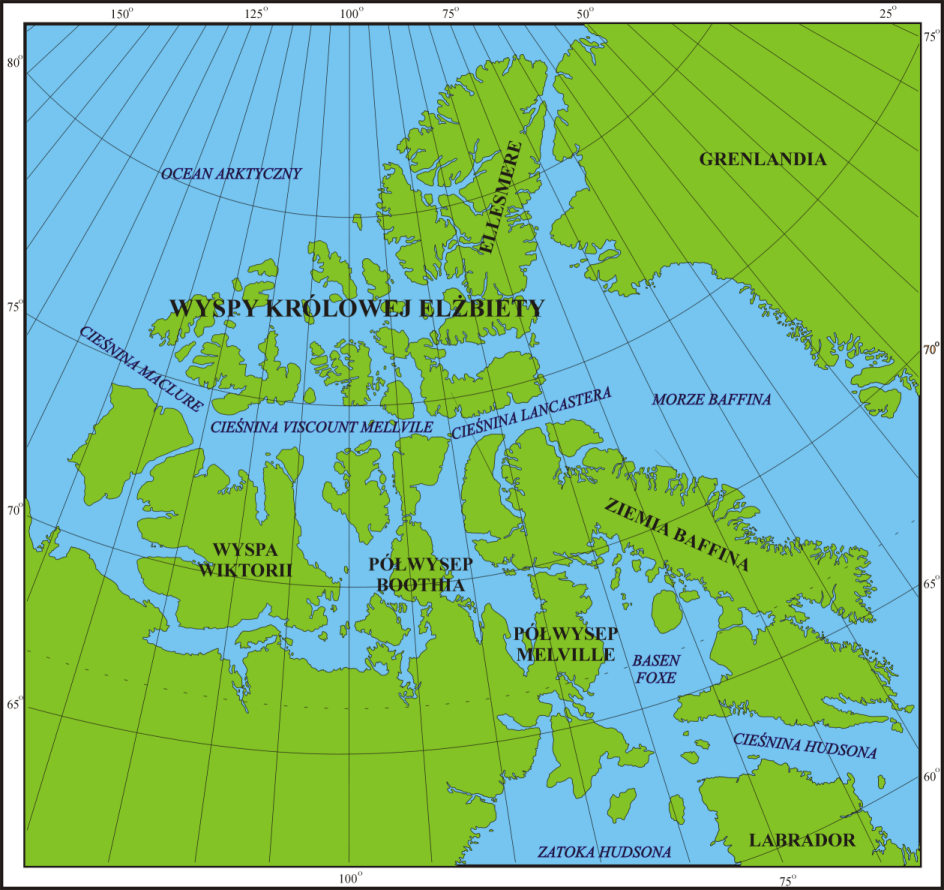
Archipelag Arktyczny

Wyspy Sverdrupa – wschodnia grupa Wysp Królowej Elżbiety, w północnej części Archipelagu Arktycznego. Większymi spośród nich są Wyspa Axela Heiberga, Wyspa Ellefa Ringnesa, Wyspa Amunda Ringnesa i szereg mniejszych.
Grupa wysp została nazwana imieniem odkrywcy tej części Archipelagu Arktycznego – Otto Sverdrupa.